# Actephila merrilliana
Actephila merrilliana là một loài thực vật có hoa trong họ Diệp hạ châu. Loài này được Chun mô tả khoa học đầu tiên năm 1935.